# Oceanside, Kalifornien
Oceanside är en stad i södra Kalifornien, USA. Invånarantalet var 167 086 år 2010. Gränsande till Carlsbad och Vista i söder och marinkårsbasen Camp Pendleton i norr.

## Klimat
|                                            | Jan | Feb | Mar | Apr | Maj | Jun | Jul | Aug | Sep | Okt | Nov | Dec |
| ------------------------------------------ | --- | --- | --- | --- | --- | --- | --- | --- | --- | --- | --- | --- |
| Normaldygnets maximitemperaturs medelvärde | 17  | 17  | 18  | 18  | 20  | 22  | 23  | 22  | 21  | 20  | 18  | 17  |
| Normaldygnets minimitemperaturs medelvärde | 7   | 8   | 10  | 13  | 15  | 17  | 17  | 16  | 13  | 9   | 8   | 7   |
|                                            |     |     |     |     |     |     |     |     |     |     |     |     |
| Nederbörd                                  | 61  | 56  | 53  | 23  | 5   | 2   | 0   | 3   | 7   | 10  | 23  | 34  |

| Diagram | temperaturer i °C • månadsnederbörd i mm | temperaturer i °C • månadsnederbörd i mm | temperaturer i °C • månadsnederbörd i mm | temperaturer i °C • månadsnederbörd i mm | temperaturer i °C • månadsnederbörd i mm | temperaturer i °C • månadsnederbörd i mm | temperaturer i °C • månadsnederbörd i mm | temperaturer i °C • månadsnederbörd i mm | temperaturer i °C • månadsnederbörd i mm | temperaturer i °C • månadsnederbörd i mm | temperaturer i °C • månadsnederbörd i mm | temperaturer i °C • månadsnederbörd i mm |
|         | 61 17 7                                  | 56 17 8                                  | 53 18 10                                 | 23 18 13                                 | 5 20 15                                  | 2 22 17                                  | 0 23 17                                  | 3 22 16                                  | 7 21 13                                  | 10 20 9                                  | 23 18 8                                  | 34 17 7                                  |